# Floridská univerzita
Floridská univerzita (anglicky University of Florida, zkratky UFL, UF) je veřejná výzkumná univerzita v Gainesville na Floridě. Vznikla v roce 1853.
Jedná se o třetí největší americkou univerzitu s celkovým počtem studentů 50 912 (podzim 2006), disponující jedním z největších rozpočtů  (téměř 4,377 miliard USD/rok). Nachází se zde 16 fakult a více než 150 výzkumných center a institucí.
V kvalitě výuky se mezi veřejnými a soukromými univerzitami v USA řadí na 49. místo.
Řadí se na první místo v počtu zapsaných židovských studentů v rámci veřejných univerzit společně s Bowling Green State University a počtem 5400 židovských studentů.

## Významní absolventi
- Bill Nelson – politik a astronaut